# Preiļu novads
Preiļu novads is een gemeente in Letgallen in het oosten van Letland. Hoofdplaats is de stad Preiļi.
De huidige gemeente ontstond op 1 juli 2021, toen de bestaande gemeente werd uitgebreid met de gemeenten Vārkavas novads en Riebiņu novads en met de plaats Aglona uit de eveneens opgeheven gemeente Aglonas novads.
De vier gemeenten waren in 2009 bij een herindeling tot stand gekomen. Preiļu novads kwam destijds voort uit de stad Preiļi, het landelijk gebied van Preiļi en de landelijke gemeenten Aizkalne, Pelēči en Sauna.
Nationale steden (valstspilsētas):

Daugavpils  · Jelgava · Jūrmala · Liepāja · Rēzekne · Riga · Ventspils

Gemeenten (novadi):

Ādažu novads
· Aizkraukles novads
· Alūksnes novads
· Augšdaugavas novads
· Balvu novads
· Bauskas novads
· Cēsu novads
· Dienvidkurzemes novads
· Dobeles novads
· Gulbenes novads
· Jelgavas novads
· Jēkabpils novads
· Krāslavas novads
· Kuldīgas novads
· Ķekavas novads
· Limbažu novads
· Līvānu novads
· Ludzas novads
· Madonas novads
· Mārupes novads
· Ogres novads 
· Olaines novads
· Preiļu novads
· Rēzeknes novads 
· Ropažu novads
· Salaspils novads
· Saldus novads
· Saulkrastu novads
· Siguldas novads
· Smiltenes novads
· Talsu novads
· Tukuma novads
· Valkas novads
· Valmieras novads
· Varakļānu novads
· Ventspils novads 